# Wu Bangguo
Wu Bangguo (chino tradicional: 吳邦國, chino simplificado: 吴邦国, hanyu pinyin: Wú Bāngguó) (Distrito Pingba, 22 de julio de 1941-Pekín, 8 de octubre de 2024) fue un político chino. Desde el 2003 hasta marzo de 2013 fue Presidente del Comité Central de la Asamblea Popular Nacional de la República Popular China, una posición generalmente reconocida como el tercer cargo más alto en la estructura del poder del gobierno de China.

## Biografía
Wu nació en 1941 en la municipalidad de Feidong, en la provincia china de Anhui. 
En 2003 fue elegido presidente del Comité Permanente de la Asamblea Popular Nacional de la República Popular China, se le considera el segundo a cargo del politburó del Comité General de la jerarquía del Partido Comunista Chino. 
Wu fue antiguamente vice primer ministro bajo el mandato del primer ministro Zhu Rongji, pero su fría relación con este le impidió ser primer ministro antes de su última salida del organismo.

## Carrera política
1960-1967: estudiante, ingeniero con especialización en tubos de electrones en el departamento de radio electrónica de la Universidad Tsinghua. 
1967-1976: tercer técnico en una fábrica de tubos electrónicos en Shanghái. Segundo jefe de sección técnica. 
1976-1978: tercer secretario del comité del Partido Comunista en Shanghái; segundo director del comité revolucionario, segundo secretario de partido en el comité de la fábrica y director de la fábrica. 
1978-1979: gerente segundo de la compañía de elementos electrónicos de Shanghái. 
1979-1981: gerente segundo de la compañía de tubos de electrones en Shanghái.
1981-1983: segundo secretario del comité del Partido en Shanghái en la oficina de metros, instrumentos, y telecomunicaciones
1983-1985: miembro en el comité del Partido Comunista en Shanghái y secretario del Comité del Partido, a cargo de la Secretaría de Ciencia y Tecnología. 
1985-1991: segundo secretario del comité del Partido Comunista en Shanghái.
1991-1992: secretario del comité del Partido Comunista en Shanghái.
1992-1994: miembro de la Oficina Central de Política del Comité del Partido Comunista y secretario del Comité del Partido Comunista en Shanghái.
1994-1995: miembro de la Oficina Central de Política del Comité del Partido Comunista y miembro de Comité Central del Partido. 
1995-1997: miembro de comité central del partido comunista, y vicepremier del Consejo de Estado. 
1997-1998: miembro de la oficina central de política del comité del partido comunista y vicepremier del Consejo de Estado. 
1998-2002: miembro de la Oficina Central de Política del Comité del Partido Comunista y vicepremier del Consejo de Estado de la República Popular China y secretario del Comité de Trabajo y del Comité Central de Grandes Empresas. 
2002-: miembro de la Oficina Central de Política del Comité del Partido Comunista y vicepremier, líder del grupo de miembros del Partido y secretario del Comité de Trabajo y del Comité Central de Grandes Empresas.

## Fallecimiento
Falleció el 8 de octubre de 2024 a los 83 años de edad.